# 라오스 주석
라오스 인민민주공화국 주석(라오어: ປະທານປະເທດ ແຫ່ງ ສປປ ລາວ)은 라오스의 국가 원수이다. 참고로, 대한민국 외교부는 라오스를 대통령제 국가로 분류했다가 현재는 국가주석제 국가로 분류하고 있다.

## 권한
라오스의 주석은 대내외적으로 라오스를 대표하는 인물로서 국가 체제의 안정을 보장하고, 국가의 독립과 온전한 영토를 수호한다. 라오스 주석은 라오스 국회의 동의에 따라 라오스의 정부수상과 라오스의 부주석, 각 부장(장관)과 성원 등을 임명한다.
라오스의 주석은 라오인민군의 통수권자이다. 또 라오스는 라오스 헌법에 따라 라오인민혁명당만이 단독 정당으로 기능하는 일당제 국가이기 때문에, 모든 주석은 라오인민혁명당 당원으로 활동하게 된다.

## 라오스의 역대 주석
|  | # | 이름                                      | 태어난 년도 - 사망한 년도 | 취임             | 퇴임             | 정당           |
|  | - | ----------------------------------------- | ------------------------- | ---------------- | ---------------- | -------------- |
|  | 1 | 수파누봉 왕친                             | 1909년 ~ 1995년           | 1975년 12월 2일  | 1991년 8월 15일  | 라오인민혁명당 |
|  |   | 푸미 봉비치트 (수파누봉 왕친의 권한 대행) | 1909년 ~ 1994년           | 1986년 10월 31일 | 1991년 8월 15일  | 라오인민혁명당 |
|  | 2 | 카이손 폼비한                             | 1920년 ~ 1992년           | 1991년 8월 15일  | 1992년 11월 21일 | 라오인민혁명당 |
|  | 3 | 누하크 품사반                             | 1910년 ~ 2008년           | 1992년 11월 25일 | 1998년 2월 24일  | 라오인민혁명당 |
|  | 4 | 캄타이 시판돈                             | 1924년 ~ 2025년           | 1998년 2월 24일  | 2006년 6월 8일   | 라오인민혁명당 |
|  | 5 | 추말리 사야손                             | 1936년 ~                  | 2006년 6월 8일   | 2016년 4월 20일  | 라오인민혁명당 |
|  | 6 | 분냥 보라치트                             | 1937년 ~                  | 2016년 4월 20일  | 2021년 3월 22일  | 라오인민혁명당 |
|  | 7 | 통룬 시술릿                               | 1945년 ~                  | 2021년 3월 22일  | 현직             | 라오인민혁명당 |

## 같이 보기
- 라오스의 정부수상